# Versailles, Missouri
Versailles är administrativ huvudort i Morgan County i Missouri. Orten fick sitt namn efter Versailles i Kentucky.

## Kända personer från Versailles
- Joseph Franklin Rutherford, religiös ledare